# Lothar Ohlmeier
Lothar Ohlmeier (* 1962) ist ein deutscher Jazz- und Improvisationsmusiker (Sopran- und Tenorsaxophon, Bassklarinette).

## Leben und Wirken
Ohlmeier studierte zunächst Klarinette in Hannover, dann Saxophon und Bassklarinette am Conservatorium van Amsterdam bei Tim Armacost und Harry Sparnaay.
Ohlmeier blieb in den Niederlanden, wo er Teil der improvisierten Musikszene wurde und mit zahlreichen Gruppen und Labels aufnahm und auftrat. 1998 gründete er mit Tobias Klein, Meinrad Kneer und Christian Thomé das Quartett Dalgoo, das bis 2005 drei von der Kritik gefeierte Alben veröffentlichte und 2018 reaktiviert wurde. Gemeinsam mit Julie Sassoon und Bart van Helsdingen gründete er 2000 Azilut.
Ohlmeier lebte dann in Großbritannien, seit 2009 mit seiner Partnerin Sassoon in Berlin. Weiterhin arbeitete er mit Musikern wie Steve Argüelles, Benoît Delbecq, Guillaume Orti, Jim Black, Ingrid Laubrock, Dylan Bates, Jorrit Dijkstra, Sandip Bhattacharya, Mohammad Gomar, Latif Saad, Anton Goudsmit, Achim Krämer und Tim Giles.

## Diskographische Hinweise
- VogelKwartet: Eggs In Basket (Loplop 1998, mit Joost Swinkels, Jasper Le Clercq, Tjitze Vogel)
- Azilut!: To the Power of Three (Babel 2001)
- Vogelkwartet & Jaap Blonk: Come to Catch Your Voice (Loplop 2002)
- Icarus: Carnivalesque (Not Applicable 2005, mit Tom Arthurs)
- Julie Sassoon Quartet Fourtune (Jazzwerkstatt Brandenburg 2016, mit Meinrad Kneeer, Rudi Fischerlehner sowie Tom Arthurs)
- Dalgoo: Liberté Egalité Fraternité (Jazzwerkstatt Brandenburg 2020, mit Tobias Klein, Meinrad Kneer, Christian Marien)
- Julia Brüssel / Frank Gratkowski / Lothar Ohlmeier / Wolfgang Seidel: Toc (Umland 2021)